# Erbil SC
Der Erbil Sport Club ist ein irakisch-kurdischer Fußballverein aus Erbil. 

## Geschichte
Der Verein, der 1958 gegründet wurde, gewann bisher vier nationale Meisterschaften (2006/07, 2007/08, 2008/09 und 2011/12) und durchbrach damit die Dominanz der Klubs aus der Hauptstadt Bagdad. Der Erbil SC ist der erste irakisch-kurdische Fußballverein, der sich für die AFC Champions League qualifizieren konnte. Im AFC Cup 2011 konnte man zudem das Halbfinale erreichen.
Seit 1987 spielt der Erbil SC ununterbrochen in der Iraqi Super League. Nachdem sich der Verein in der Saison 2016/17 nach zwölf Spieltagen zurückgezogen hatte, stand er als erster Absteiger in die zweitklassige Iraq Division One fest.

## Erfolge

### National
- Irakischer Meister: 2007, 2008, 2009, 2012.[1]